# Incestophantes amotus
Incestophantes amotus är en spindelart som först beskrevs av Andrei V. Tanasevitch 1990.  Incestophantes amotus ingår i släktet Incestophantes och familjen täckvävarspindlar. Inga underarter finns listade i Catalogue of Life.